# أ. إتش. تسيغلر
أ. إتش. تسيغلر هو سياسي أمريكي، ولد في 20 ديسمبر 1889، وتوفي في 17 مايو 1972.